# Federico Nicosia
Federico Ariel Nicosia Malizia (Rosario, Argentina; 5 de febrero de 1990) es un futbolista argentino-peruano. Juega como portero y su equipo actual es Deportivo Coopsol de la Liga 2 de Perú.

## Trayectoria

### Inicios
Integró las selecciones sub-15 y sub-17 de Argentina, dirigido por Miguel Ángel Tojo. Comenzó su carrera en  Atlético Tucumán en el 2012, no logrando debutar, posteriormente llegaría libre a Central Córdoba. Allí estaría por todo un año, jugando 3 partidos en la primera división B, en el  Huracán de Arequipa en el 2013, jugó todo el año, destacándose en el torneo de la segunda división de Perú.

### San Simón
Su destacada actuación en Huracán de Arequipa, hizo que San Simón de Perú por todo el año 2014 para jugar el Descentralizado 2014, lo contratara, perdiendo la categoría con dicho equipo.

### Unión Huaral
El 2015, juega la Segunda División Peruana 2015 con el Unión Huaral.

### Academia Cantolao
Firma por la Academia Cantolao en el 2016 donde consigue el ascenso a la Primera División del Perú, juega en ese club los siguientes 4 años de su carrera. El 30 de mayo del 2018 se oficializó su nacionalización.

### Sport Huancayo
Decide cambiar de Club para seguir progresando en su carrera, a pesar de estar afirmado en la Academia Cantolao, donde no solo era titular insdiscutido sino además capitán del equipo. Así se anuncia que jugará el 2020 por el Sport Huancayo, debutando frente al Sporting Cristal en el empate 0-0 en Lima con una destacada actuación suya.

### Cusco F. C.
Culminada la temporada 2020, es anunciado como nuevo fichaje del cuadro imperial junto a su compañero en Sport Huancayo, Eder Hermoza.

## Estadísticas

### Clubes
Actualizado el 30 de octubre de 2022.
| Club                       | Div.          | Temporada     | Liga  | Liga  | Copas nacionales | Copas nacionales | Copas internacionales | Copas internacionales | Total | Total |
| Club                       | Div.          | Temporada     | Part. | Goles | Part.            | Goles            | Part.                 | Goles                 | Part. | Goles |
| -------------------------- | ------------- | ------------- | ----- | ----- | ---------------- | ---------------- | --------------------- | --------------------- | ----- | ----- |
| Atlético Tucumán Argentina | 1.ª           | 2012-13       | 0     | 0     | 0                | 0                | 0                     | 0                     | 0     | 0     |
| Atlético Tucumán Argentina | Total club    | Total club    | 0     | 0     | 0                | 0                | 0                     | 0                     | 0     | 0     |
| Central Córdoba Argentina  | 1.ª           | 2012-13       | 3     | -3    | -                | -                | -                     | -                     | 3     | -3    |
| Central Córdoba Argentina  | Total club    | Total club    | 3     | -3    | 0                | 0                | 0                     | 0                     | 3     | -3    |
| Sportivo Huracán · Perú    | 2.ª           | 2013          | 7     | -4    | 0                | 0                | 0                     | 0                     | 7     | -4    |
| Sportivo Huracán · Perú    | Total club    | Total club    | 7     | -4    | 0                | 0                | 0                     | 0                     | 7     | -4    |
| San Simón · Perú           | 1.ª           | 2014          | 43    | -79   | 0                | 0                | -                     | -                     | 43    | -79   |
| San Simón · Perú           | Total club    | Total club    | 43    | -79   | 0                | 0                | 0                     | 0                     | 43    | -79   |
| Unión Huaral · Perú        | 2.ª           | 2015          | 17    | -18   | 0                | 0                | 0                     | 0                     | 17    | -18   |
| Unión Huaral · Perú        | Total club    | Total club    | 17    | -18   | 0                | 0                | 0                     | 0                     | 17    | -18   |
| Academia Cantolao · Perú   | 2.ª           | 2016          | 28    | -29   | -                | -                | -                     | -                     | 28    | -29   |
| Academia Cantolao · Perú   | 1.ª           | 2017          | 42    | -54   | 0                | 0                | -                     | -                     | 42    | -54   |
| Academia Cantolao · Perú   | 1.ª           | 2018          | 40    | -56   | 0                | 0                | -                     | -                     | 40    | -56   |
| Academia Cantolao · Perú   | 1.ª           | 2019          | 33    | -46   | 7                | -9               | -                     | -                     | 40    | -55   |
| Sport Huancayo · Perú      | 1.ª           | 2020          | 5     | -6    | -                | -                | 0                     | 0                     | 5     | -6    |
| Sport Huancayo · Perú      | Total club    | Total club    | 5     | -6    | 0                | 0                | 0                     | 0                     | 5     | -6    |
| Cusco F. C. · Perú         | 1.ª           | 2021          | 6     | -13   | 2                | -4               | 0                     | 0                     | 8     | -17   |
| Cusco F. C. · Perú         | Total club    | Total club    | 6     | -13   | 2                | -4               | 0                     | 0                     | 8     | -17   |
| Academia Cantolao · Perú   | 1.ª           | 2022          | 1     | -3    | -                | -                | 0                     | 0                     | 1     | -3    |
| Academia Cantolao · Perú   | Total club    | Total club    | 144   | -188  | 7                | -9               | 0                     | 0                     | 151   | -197  |
| Alianza Atlético · Perú    | 1.ª           | 2022          | 3     | -2    | -                | -                | 0                     | 0                     | 3     | -2    |
| Alianza Atlético · Perú    | Total club    | Total club    | 3     | -2    | 0                | 0                | 0                     | 0                     | 3     | -2    |
| Total carrera              | Total carrera | Total carrera | 228   | -313  | 9                | -13              | 0                     | 0                     | 237   | -326  |